# 薛玉凤
薛玉凤（1962年6月—），福建平潭人，汉族，中国共产党党员。中华人民共和国政治人物、第十三届全国人民代表大会福建省代表。

## 生平
2018年，薛玉凤被选为福建省出席第十三届全国人民代表大会代表。